# أغازا لومي

نادي اجازا لومي نادي كرة قدم توجولي يلعب في دوري الدرجة الممتازة ، وصيف بطولة أفريقيا للأندية ابطال الكأس عام 1983.